# Jonathan Marray
Jonathan Marray (Liverpool, Anglaterra, 10 de març de 1981) és un tennista professional anglès retirat, que bàsicament es va desenvolupar en la modalitat de dobles.
Es va convertir en el primer britànic en ser campió de Wimbledon (ja siga en modalitat d'individual o dobles) des de 1936. Això ho va aconseguir després de vèncer al costat del danès Frederik Nielsen a la parella composta pel suec Robert Lindstedt i el romanès Horia Tecau per parcials de 4-6, 6-4, 7-6(5), 6-7(5), 6-3. Cal esmentar que aquesta era la primera final de tota la seua carrera i que van entrar al quadre gràcies a una invitació.
En el seu palmarès consten només tres títols de dobles masculins en el circuit ATP, però un d'ells és un títol de Grand Slam. El seu millor rànquing fou el quinzè lloc, aconseguit a l'inici de 2013, mentre que individualment només va arribar al lloc 215è l'any 2005, en part, a causa de diverses lesions. Va formar part de l'equip britànic de la Copa Davis només en l'edició de 2013, debutant en aquesta competició amb 32 anys.

## Torneigs de Grand Slam

### Dobles masculins: 1 (1−0)
| Resultat  | Núm. | Any  | Torneig   | Parella          | Oponents                     | Marcador                      |
| --------- | ---- | ---- | --------- | ---------------- | ---------------------------- | ----------------------------- |
| Guanyador | 1.   | 2012 | Wimbledon | Frederik Nielsen | Robert Lindstedt Horia Tecău | 4−6, 6−4, 7−6(5), 6−7(5), 6−3 |

## Palmarès

### Dobles masculins: 8 (3−5)
| Llegenda                          |
| --------------------------------- |
| Grand Slams (1−0)                 |
| ATP Finals (0−0)                  |
| ATP World Tour Masters 1000 (0−0) |
| ATP World Tour 500 (0−0)          |
| ATP World Tour 250 (2−5)          |

| Títols per superfície |
| --------------------- |
| Dura (1−3)            |
| Gespa (2−2)           |
| Terra batuda (0−0)    |

| Resultat  | Núm. | Data                 | Torneig                | Superfície | Parella              | Oponents                           | Marcador                      |
| --------- | ---- | -------------------- | ---------------------- | ---------- | -------------------- | ---------------------------------- | ----------------------------- |
| Guanyador | 1.   | 8 de juliol de 2012  | Wimbledon, Regne Unit  | Gespa      | Frederik Nielsen     | Robert Lindstedt Horia Tecău       | 4−6, 6−4, 7−6(5), 6−7(5), 6−3 |
| Finalista | 1.   | 22 de juny de 2013   | Eastbourne, Regne Unit | Gespa      | Colin Fleming        | Alexander Peya Bruno Soares        | 6−3, 3−6, [8−10]              |
| Finalista | 2.   | 28 de juliol de 2013 | Atlanta, Estats Units  | Dura       | Colin Fleming        | É. Roger-Vasselin Igor Sijsling    | 6−7(6), 3−6                   |
| Finalista | 3.   | 23 de febrer de 2014 | Marsella, França       | Dura (i)   | Paul Hanley          | Julien Benneteau É. Roger-Vasselin | 6−4, 6−7(6), [11−13]          |
| Guanyador | 2.   | 11 de gener de 2015  | Chennai, Índia         | Dura       | Lu Yen-hsun          | Raven Klaasen Leander Paes         | 6−3, 7−6(4)                   |
| Finalista | 4.   | 22 de febrer de 2015 | Marsella (2)           | Dura (i)   | Colin Fleming        | Marin Draganja Henri Kontinen      | 4−6, 6−3, [8−10]              |
| Guanyador | 3.   | 19 de juliol de 2015 | Newport, Estats Units  | Gespa      | Aisam-ul-Haq Qureshi | Nicholas Monroe Mate Pavić         | 4−6, 6−3, [10−8]              |
| Finalista | 5.   | 17 de juliol de 2016 | Newport                | Gespa      | Adil Shamasdin       | Sam Groth Chris Guccione           | 4−6, 3−6                      |

## Trajectòria

### Dobles masculins
| Open d'Austràlia | A   | A   | A   | A   | A   | A   | A   | A   | A   | A   | 1R    | 2R    | 1R    | 1R    | 1R    | A   | 0 / 5    | 1 − 5    |
| Roland Garros | A   | A   | A   | A   | A   | A   | A   | A   | 1R  | A   | 1R    | 1R    | A     | 1R    | A     | A   | 0 / 4    | 0 − 4    |
| Wimbledon | 1R  | 1R  | 1R  | 2R  | 1R  | 3R  | 1R  | 3R  | 1R  | 2R  | G     | 3R    | 2R    | 3R    | QF    | A   | 1 / 15   | 20 − 14  |
| US Open | A   | A   | A   | A   | A   | A   | A   | A   | A   | 3R  | 2R    | QF    | 1R    | 2R    | A     | A   | 0 / 5    | 7 − 5    |
| ATP Finals | A   | A   | A   | A   | A   | A   | A   | A   | A   | A   | SF    | A     | A     | A     | A     | A   | 0 / 2    | 2 − 2    |
| Total Victòries−Derrotes | 0−1 | 1−2 | 0−3 | 1−3 | 0−1 | 2−2 | 0−1 | 2−1 | 1−8 | 3−8 | 17−19 | 26−22 | 12−17 | 19−17 | 12−14 | 0−1 | 96 − 120 | 96 − 120 |
| Rànquing a final d'any | 98  | 248 | 196 | 159 | 177 | 331 | 389 | 92  | 112 | 86  | 17    | 41    | 76    | 53    | 93    | 702 |          |          |
| Llegenda: G: Guanyador; F: Finalista; SF: Semifinalista; QF: Quarts de final; Q: Qualificació; A: Absent; RR: Round Robin; NC: No celebrat; |     |     |     |     |     |     |     |     |     |     |       |       |       |       |       |     |          |          |

### Dobles mixts
| Open d'Austràlia | A  | A  | A  | A  | A | A  | 0 / 0 | 0 − 0 |
| Roland Garros | A  | A  | A  | 1R | A | A  | 0 / 1 | 0 − 1 |
| Wimbledon | 3R | 1R | 1R | 2R | A | 1R | 0 / 5 | 3 − 5 |
| US Open | A  | A  | 1R | A  | A | A  | 0 / 1 | 0 − 1 |
| Llegenda: G: Guanyador; F: Finalista; SF: Semifinalista; QF: Quarts de final; Q: Qualificació; A: Absent; RR: Round Robin; NC: No celebrat; |    |    |    |    |   |    |       |       |